# Aeroportul Barcaldine
Aeroportul Barcaldine (IATA: BCI, ICAO: YBAR) este un aeroport din Queensland, Australia.
Situat la o altitudine de 271 m, aeroportul dispune de o singură pistă. Este operat de Barcaldine Region⁠(d).